# Dypsis boiviniana
Espèce
Statut de conservation UICN

 EN D : En danger
Dypsis boiviniana est une espèce de palmiers (Arecaceae), endémique de Madagascar. En 2012, comme en 1995, elle est considérée par l'IUCN comme une espèce en danger d’extinction. 

## Répartition et habitat
Cette espèce est endémique au nord-est de Madagascar où elle est présente du niveau de la mer à 500 m d'altitude. Elle pousse dans la forêt tropicale humide de basse altitude.